# Okręg wyborczy nr 51 do Sejmu Rzeczypospolitej Polskiej (1993–2001)
Okręg wyborczy nr 51 do Sejmu Rzeczypospolitej Polskiej (1993–2001) obejmował województwo zamojskie. W ówczesnym kształcie został utworzony w 1993. Wybieranych było w nim 5 posłów w systemie proporcjonalnym.
Siedzibą okręgowej komisji wyborczej był Zamość.

## Wyniki wyborów
| Podział 5 mandatów: SLD: 1 PSL: 4 |

| Podział 5 mandatów: SLD: 1 PSL: 2 AWS: 2 |

## Reprezentanci okręgu
| Sejm | Rok  | Poseł KW                                | Poseł KW                                | Poseł KW                                | Poseł KW                                | Poseł KW                                | Poseł KW                                | Poseł KW                                | Poseł KW                                | Poseł KW                                | Poseł KW                                |
| ---- | ---- | --------------------------------------- | --------------------------------------- | --------------------------------------- | --------------------------------------- | --------------------------------------- | --------------------------------------- | --------------------------------------- | --------------------------------------- | --------------------------------------- | --------------------------------------- |
| II   | 1993 |                                         | J. Kowalik PSL                          |                                         | L. Podkański PSL                        |                                         | J. Byra SLD                             |                                         | R. Bondyra PSL                          |                                         | R. Stanibuła PSL                        |
| III  | 1997 |                                         | A. Biela AWS                            |                                         | L. Podkański PSL                        | S. Misztal AWS                          | J. Byra SLD                             |                                         | R. Bondyra PSL                          |                                         |                                         |
| III  | 1998 | R. Stanibuła PSL                        | A. Biela AWS                            |                                         | L. Podkański PSL                        | S. Misztal AWS                          | J. Byra SLD                             |                                         |                                         |                                         |                                         |
| IV   | 2001 | okręg zniesiony – patrz okręgi nr 6 i 7 | okręg zniesiony – patrz okręgi nr 6 i 7 | okręg zniesiony – patrz okręgi nr 6 i 7 | okręg zniesiony – patrz okręgi nr 6 i 7 | okręg zniesiony – patrz okręgi nr 6 i 7 | okręg zniesiony – patrz okręgi nr 6 i 7 | okręg zniesiony – patrz okręgi nr 6 i 7 | okręg zniesiony – patrz okręgi nr 6 i 7 | okręg zniesiony – patrz okręgi nr 6 i 7 | okręg zniesiony – patrz okręgi nr 6 i 7 |

### Wybory parlamentarne 1993
| Komitet wyborczy                                      | Komitet wyborczy                                         | Głosów | %     | Mandaty | Wybrani posłowie                                                  |
| ----------------------------------------------------- | -------------------------------------------------------- | ------ | ----- | ------- | ----------------------------------------------------------------- |
|                                                       | Polskie Stronnictwo Ludowe                               | 73 479 | 39,86 | 4       | Jan Kowalik, Lesław Podkański, Ryszard Bondyra, Ryszard Stanibuła |
|                                                       | Sojusz Lewicy Demokratycznej                             | 27 385 | 14,86 | 1       | Jan Byra                                                          |
|                                                       | Polskie Stronnictwo Ludowe – Porozumienie Ludowe         | 11 064 | 6,00  | –       |                                                                   |
|                                                       | Koalicja dla Rzeczypospolitej                            | 8956   | 4,86  | –       |                                                                   |
|                                                       | Unia Demokratyczna                                       | 7787   | 4,22  | –       |                                                                   |
|                                                       | Katolicki Komitet Wyborczy „Ojczyzna”                    | 7441   | 4,04  | –       |                                                                   |
|                                                       | Konfederacja Polski Niepodległej                         | 7240   | 3,93  | –       |                                                                   |
|                                                       | Bezpartyjny Blok Wspierania Reform                       | 7050   | 3,82  | –       |                                                                   |
|                                                       | Porozumienie Centrum                                     | 6662   | 3,61  | –       |                                                                   |
|                                                       | Samoobrona – Leppera                                     | 6097   | 3,31  | –       |                                                                   |
|                                                       | Niezależny Samorządny Związek Zawodowy „Solidarność”     | 5574   | 3,02  | –       |                                                                   |
|                                                       | Unia Pracy                                               | 5141   | 2,79  | –       |                                                                   |
|                                                       | Partia X                                                 | 4157   | 2,26  | –       |                                                                   |
|                                                       | Kongres Liberalno-Demokratyczny                          | 2620   | 1,42  | –       |                                                                   |
|                                                       | Unia Polityki Realnej                                    | 2514   | 1,36  | –       |                                                                   |
|                                                       | NOT Stowarzyszenia Techniczne                            | 870    | 0,47  | –       |                                                                   |
|                                                       | Polska Wspólnota Narodowa – Polskie Stronnictwo Narodowe | 288    | 0,16  | –       |                                                                   |
| Frekwencja: 53,44% Źródło: Państwowa Komisja Wyborcza |                                                          |        |       |         |                                                                   |

Poniższa tabela przedstawia podział mandatów dla komitetów wyborczych na podstawie uzyskanych głosów, a następnie obliczonych ilorazów wyborczych na podstawie metody D’Hondta.
| Podział mandatów dla komitetów wyborczych na podstawie metody D’Hondta | Podział mandatów dla komitetów wyborczych na podstawie metody D’Hondta | Podział mandatów dla komitetów wyborczych na podstawie metody D’Hondta | Podział mandatów dla komitetów wyborczych na podstawie metody D’Hondta | Podział mandatów dla komitetów wyborczych na podstawie metody D’Hondta | Podział mandatów dla komitetów wyborczych na podstawie metody D’Hondta | Podział mandatów dla komitetów wyborczych na podstawie metody D’Hondta | Podział mandatów dla komitetów wyborczych na podstawie metody D’Hondta | Podział mandatów dla komitetów wyborczych na podstawie metody D’Hondta | Podział mandatów dla komitetów wyborczych na podstawie metody D’Hondta |
| Komitet wyborczy                                                       | Komitet wyborczy                                                       | Liczba głosów                                                          | Iloraz wyborczy                                                        | Iloraz wyborczy                                                        | Iloraz wyborczy                                                        | Iloraz wyborczy                                                        | Iloraz wyborczy                                                        | Mandaty                                                                | TP                                                                     |
| Komitet wyborczy                                                       | Komitet wyborczy                                                       | Liczba głosów                                                          | /1                                                                     | /2                                                                     | /3                                                                     | /4                                                                     | /5                                                                     | Mandaty                                                                | TP                                                                     |
| ---------------------------------------------------------------------- | ---------------------------------------------------------------------- | ---------------------------------------------------------------------- | ---------------------------------------------------------------------- | ---------------------------------------------------------------------- | ---------------------------------------------------------------------- | ---------------------------------------------------------------------- | ---------------------------------------------------------------------- | ---------------------------------------------------------------------- | ---------------------------------------------------------------------- |
|                                                                        | Polskie Stronnictwo Ludowe                                             | 73 479                                                                 | 73 479                                                                 | 36 740                                                                 | 24 493                                                                 | 18 370                                                                 | 14 696                                                                 | 4                                                                      | 2,87                                                                   |
|                                                                        | Sojusz Lewicy Demokratycznej                                           | 27 385                                                                 | 27 385                                                                 | 13 693                                                                 | 9128                                                                   | 6846                                                                   | 5477                                                                   | 1                                                                      | 1,07                                                                   |
|                                                                        | Unia Demokratyczna                                                     | 7787                                                                   | 7787                                                                   | 3894                                                                   | 2596                                                                   | 1947                                                                   | 1557                                                                   | 0                                                                      | 0,30                                                                   |
|                                                                        | Konfederacja Polski Niepodległej                                       | 7240                                                                   | 7240                                                                   | 3620                                                                   | 2413                                                                   | 1810                                                                   | 1448                                                                   | 0                                                                      | 0,28                                                                   |
|                                                                        | Bezpartyjny Blok Wspierania Reform                                     | 7050                                                                   | 7050                                                                   | 3525                                                                   | 2350                                                                   | 1763                                                                   | 1410                                                                   | 0                                                                      | 0,28                                                                   |
|                                                                        | Unia Pracy                                                             | 5141                                                                   | 5141                                                                   | 2571                                                                   | 1714                                                                   | 1285                                                                   | 1028                                                                   | 0                                                                      | 0,20                                                                   |
| Ogółem                                                                 | Ogółem                                                                 | 128 082                                                                | —                                                                      | —                                                                      | —                                                                      | —                                                                      | —                                                                      | 5                                                                      | 5                                                                      |

### Wybory parlamentarne 1997
| Komitet wyborczy                                      | Komitet wyborczy                          | Głosów | %     | Mandaty | Wybrani posłowie                                     |
| ----------------------------------------------------- | ----------------------------------------- | ------ | ----- | ------- | ---------------------------------------------------- |
|                                                       | Akcja Wyborcza Solidarność                | 53 679 | 33,43 | 2       | Adam Biela, Stanisław Misztal                        |
|                                                       | Polskie Stronnictwo Ludowe                | 39 477 | 24,58 | 2       | Lesław Podkański, Ryszard Bondyra, Ryszard Stanibuła |
|                                                       | Sojusz Lewicy Demokratycznej              | 30 428 | 18,95 | 1       | Jan Byra                                             |
|                                                       | Ruch Odbudowy Polski                      | 13 568 | 8,45  | –       |                                                      |
|                                                       | Unia Wolności                             | 8446   | 5,26  | –       |                                                      |
|                                                       | Unia Pracy                                | 5385   | 3,35  | –       |                                                      |
|                                                       | Krajowe Porozumienie Emerytów i Rencistów | 3043   | 1,90  | –       |                                                      |
|                                                       | Krajowa Partia Emerytów i Rencistów       | 2806   | 1,75  | –       |                                                      |
|                                                       | Blok dla Polski                           | 1931   | 1,20  | –       |                                                      |
|                                                       | Unia Prawicy Rzeczypospolitej             | 1812   | 1,13  | –       |                                                      |
| Frekwencja: 46,05% Źródło: Państwowa Komisja Wyborcza |                                           |        |       |         |                                                      |

Poniższa tabela przedstawia podział mandatów dla komitetów wyborczych na podstawie uzyskanych głosów, a następnie obliczonych ilorazów wyborczych na podstawie metody D’Hondta.
| Podział mandatów dla komitetów wyborczych na podst. metody D’Hondta | Podział mandatów dla komitetów wyborczych na podst. metody D’Hondta | Podział mandatów dla komitetów wyborczych na podst. metody D’Hondta | Podział mandatów dla komitetów wyborczych na podst. metody D’Hondta | Podział mandatów dla komitetów wyborczych na podst. metody D’Hondta | Podział mandatów dla komitetów wyborczych na podst. metody D’Hondta | Podział mandatów dla komitetów wyborczych na podst. metody D’Hondta | Podział mandatów dla komitetów wyborczych na podst. metody D’Hondta | Podział mandatów dla komitetów wyborczych na podst. metody D’Hondta | Podział mandatów dla komitetów wyborczych na podst. metody D’Hondta |
| Komitet wyborczy                                                    | Komitet wyborczy                                                    | Liczba głosów                                                       | Iloraz wyborczy                                                     | Iloraz wyborczy                                                     | Iloraz wyborczy                                                     | Iloraz wyborczy                                                     | Iloraz wyborczy                                                     | Mandaty                                                             | TP                                                                  |
| Komitet wyborczy                                                    | Komitet wyborczy                                                    | Liczba głosów                                                       | /1                                                                  | /2                                                                  | /3                                                                  | /4                                                                  | /5                                                                  | Mandaty                                                             | TP                                                                  |
| ------------------------------------------------------------------- | ------------------------------------------------------------------- | ------------------------------------------------------------------- | ------------------------------------------------------------------- | ------------------------------------------------------------------- | ------------------------------------------------------------------- | ------------------------------------------------------------------- | ------------------------------------------------------------------- | ------------------------------------------------------------------- | ------------------------------------------------------------------- |
|                                                                     | Akcja Wyborcza Solidarność                                          | 53 679                                                              | 53 679                                                              | 26 840                                                              | 17 893                                                              | 13 420                                                              | 10 736                                                              | 2                                                                   | 1,84                                                                |
|                                                                     | Polskie Stronnictwo Ludowe                                          | 39 477                                                              | 39 477                                                              | 19 739                                                              | 13 159                                                              | 9869                                                                | 7895                                                                | 2                                                                   | 1,36                                                                |
|                                                                     | Sojusz Lewicy Demokratycznej                                        | 30 428                                                              | 30 428                                                              | 15 214                                                              | 10 143                                                              | 7607                                                                | 6086                                                                | 1                                                                   | 1,04                                                                |
|                                                                     | Ruch Odbudowy Polski                                                | 13 568                                                              | 13 568                                                              | 6784                                                                | 4523                                                                | 3392                                                                | 2714                                                                | 0                                                                   | 0,47                                                                |
|                                                                     | Unia Wolności                                                       | 8446                                                                | 8446                                                                | 4223                                                                | 2815                                                                | 2112                                                                | 1689                                                                | 0                                                                   | 0,29                                                                |
| Ogółem                                                              | Ogółem                                                              | 145 598                                                             | —                                                                   | —                                                                   | —                                                                   | —                                                                   | —                                                                   | 5                                                                   | 5                                                                   |